# 大分県道619号中村別府線
大分県道619号別府挾間線（おおいたけんどう619ごう なかむらべっぷせん）は、大分県大分市から別府市に至る一般県道である。

## 概要
大分市宮苑から高崎山の西麓を経由し、銭亀峠、鳥越峠を経由して別府市に至る一般県道である。
由布市挾間町高崎から終点の別府市大字浜脇までは大分県道51号別府挾間線に指定されており、当道路の実延長は起点から県道51号交点までとなっている。なお、別府挾間線とは浜脇の起点終点が逆に指定されている。

### 路線データ
- 起点：大分県大分市大字宮苑（大分県道601号小挾間大分線交点）
- 終点：大分県別府市大字浜脇（浜脇公園前交差点、国道10号交点、大分県道51号別府挾間線起点）

## 歴史
- 1993年（平成5年）5月11日 - 建設省から、県道中村別府線の一部を別府挾間線として主要地方道に指定される[1]。

## 路線状況

### 重複区間
- 大分県道51号別府挾間線（由布市挾間町高崎 - 別府市浜脇・浜脇公園前交差点（終点））

## 地理

### 通過する自治体
- 大分市
- 由布市
- 別府市

### 交差する道路
| 交差する道路                                 | 市町村名 | 交差する場所 | 交差する場所            |
| -------------------------------------------- | -------- | ------------ | ----------------------- |
| 大分県道601号小挾間大分線                    | 大分市   | 大字宮苑     | 起点                    |
| 大分県道696号高崎大分線                      | 由布市   | 挾間町高崎   |                         |
| 大分県道51号別府挾間線 重複区間起点          | 由布市   | 挾間町高崎   |                         |
| 国道10号 大分県道51号別府挾間線 重複区間終点 | 別府市   | 浜脇         | 浜脇公園前交差点 / 終点 |

### 交差する鉄道
- 日豊本線

### 沿線
- 日豊本線 東別府駅
- 別府市立浜脇中学校（2021年3月に閉校）
- 浜脇温泉
- 浜脇公園

### 峠
- 銭瓶峠
- 鳥越峠